# Ranarop
Ranarop: Call of the Sea Witch es el primer álbum del grupo finés de folk nórdico Gjallarhorn, lanzado en 1997 por Warner Music Finland.
La versión remezclada y remasterizada incluye una canción adicional, y se lanzó en noviembre de 2002. El disco fue elegido "Grabación musical folclórica del año 1997" en Finlandia.
La revisión de Allmusic de Heather Phares premia el álbum con 4 estrellas y afirma que "La cantante / violinista Jenny Wilhelms lidera el cuarteto en bailes y baladas tradicionales de la gente de habla sueca de Finlandia, junto con evocadores instrumentales escritos por la banda".

## Lista de canciones
| N.º | Título                                                               | Duración |  |
| 1.  | «Intro»                                                              | 1:27     |  |
| 2.  | «Konungen och trollkvinnan (El Rey y su hechicera)»                  | 5:20     |  |
| 3.  | «Herr Olof (Señor Olof)»                                             | 4:15     |  |
| 4.  | «I fjol så (El año pasado)»                                          | 3:05     |  |
| 5.  | «Solbön/Åskan (Plegaria por el sol / Trueno)»                        | 6:28     |  |
| 6.  | «O-vals (Non-vals)»                                                  | 3:39     |  |
| 7.  | «I riden så (Cabalgué cuidadosamente)»                               | 4:28     |  |
| 8.  | «Sjöjungfrun och konungadottern (La Sirena y la Princesa)»           | 6:40     |  |
| 9.  | «Folkesongen (Canción de la gente)»                                  | 4:25     |  |
| 10. | «Elviras vals/Oravais menuett (Vals de Elvira / Minueto de Oravais)» | 5:12     |  |
| 11. | «Eldgjald (Canción de Gjalder)»                                      | 4:13     |  |
| 12. | «Ramunder»                                                           | 4:05     |  |
| 13. | «Kulning (Llamado)»                                                  | 1:49     |  |
| 14. | «Reindeer Dreaming (Reno soñando)» (Pista adicional)                 | 7:04     |  |

## Formación
- Jenny Wilhelms - voz, fiddle
- Christopher Öhman - voz, viola, fiddle, mandola
- Tommy Mansikka-Aho - didgeridoo, percusión
- David Lillkvist - percusión